# NGC 1448
NGC 1448 是时钟座的一個星系。為1835年英國著名天文學家、數學家約翰‧赫歇爾（John Herschel）首次發現。此後的天文學家觀測到NGC 1448發生四次超新星爆發。
2009年天文學家發現NGC 1448中心存在一個超級黑洞。而且該星系中有大量年輕恆星，年齡僅約500萬年。